# Luvsandorjiyn Toiv
Luvsandorjiyn Toiv (abweichende Schreibweise: Luvsandorjiin Toyv; * 1915; † 29. Juli 1970 in Ulaanbaatar, Mongolei) war ein Diplomat und Politiker der Mongolischen Revolutionären Volkspartei (MRVP), der unter anderem zwischen 1968 und 1970 Außenminister der Mongolischen Volksrepublik war.

## Leben
Toiv war Mitglied der Mongolischen Revolutionären Volkspartei (MRVP) und fungierte zwischen 1964 und 1966 als Ständiger Vertreter bei den Vereinten Nationen in New York City. 1968 wurde er Nachfolger von Mangalyn Dügersüren als Außenminister in der Regierung von Ministerpräsident Jumdschaagiin Tsedenbal. Diesen Posten bekleidete er bis zu seinem Tod am 29. Juli 1970, woraufhin Daramyn Yondon das Amt des Außenministers kommissarisch übernahm.